# Флаг Пикалёво
Флаг муниципального образования Пикалёвское городское поселение Бокситогорского муниципального района Ленинградской области Российской Федерации — символ муниципального образования, отображающий исторический и правовой статус муниципального образования.
Ныне действующий флаг утверждён 16 апреля 1999 года как флаг муниципального образования город Пикалёво (после муниципальной реформы 2006 года — муниципальное образование Пикалёвское городское поселение) и внесён в Государственный геральдический регистр Российской Федерации с присвоением регистрационного номера 457.

## Описание
«Флаг представляет собой прямоугольное полотнище с соотношением сторон 2:3. В центральной части флага расположено зелёное поле, занимающее 3/5 длины полотнища. В центре зелёного поля — светло-охристый диск, обременённый красным пламенем. Отношение диаметра диска к длине полотнища составляет 1/2. По боковым краям полотнища расположены две равные по ширине полосы, белая вдоль древка и светло-охристая с противоположного края, занимающие 1/5 длины полотнища».

## История
Первый флаг муниципального образования город Пикалёво был утверждён решением собрания представителей от 26 ноября 1997 года № 49 «Об утверждении герба и флага МО город Пикалёво Ленинградской области».
29 апреля 1998 года, рассмотрев заключение Государственной герольдии при Президенте Российской Федерации от 6 февраля 1998 года, решением собрания представителей № 14, предыдущее решение признано утратившим силу и был утверждён новый флаг муниципального образования город Пикалёво. Описание флага гласило:
«Флаг муниципального образования город Пикалёво представляет собой прямоугольное зелёное полотнище с отношением ширины к длине 2:3. У древка расположена вертикальная светло-охристая полоса, занимающая 1:5 полотнища; посередине зелёной части изображена золотая отвлечённая гора о трёх вершинах, серебряный рудодобывающий экскаватор. Зелёное поле пересекает голубая извилистая полоса реки».